# Lampertheim
Lampertheim é uma comuna francesa na região administrativa de Grande Leste, no departamento Baixo Reno. Estende-se por uma área de 6,58 km². Em 2010 a comuna tinha 3 403 habitantes (densidade: 517,2 hab./km²).